# Reprezentacja Holandii w piłce nożnej mężczyzn/Lata 1974–1978

## Lata 1974–1978. Rozkwit futbolu totalnego

### 1974 rok – wicemistrzostwo świata
Na przełomie lat 60. i 70. trener Ajaksu Amsterdam Rinus Michels opracował system gry zwany „futbolem totalnym”. Polegał on na tym, że w drużynie, złożonej z jedenastu piłkarzy, nie było wyraźnego podziału na obrońców, pomocników i napastników. Zespół tworzył jedną całość, w zależności od potrzeby obrońca stawał się atakującym i odwrotnie. Bramkarz w koncepcji Michelsa pełnił funkcję ostatniego stopera. System zbudowany był na ciągłej wymianie podań między zawodnikami, którzy tym samym nie tracili ze sobą kontaktu, cały czas przesuwając się na połowę przeciwnika. Ciągły ruch na boisku, zmiany pozycji i tempa powodowały, że rywale nie wiedzieli kogo mają pilnować i nie byli w stanie przewidzieć kolejnego zagrania. Michelsowski Ajax jako pierwszy zaczął stosować pressing i pułapki ofsajdowe. System sprawdził się w praktyce, bowiem drużyna z Amsterdamu w ciągu sześciu lat pracy Michelsa zdobyła cztery mistrzostwa Holandii oraz Puchar Mistrzów. W 1974 roku Michels został selekcjonerem reprezentacji, w której „futbol totalny” znalazł jeszcze lepszych wykonawców; do piłkarzy Ajaksu dołączyli gracze Feyenoordu, triumfatora Pucharu UEFA w sezonie 1973–74.

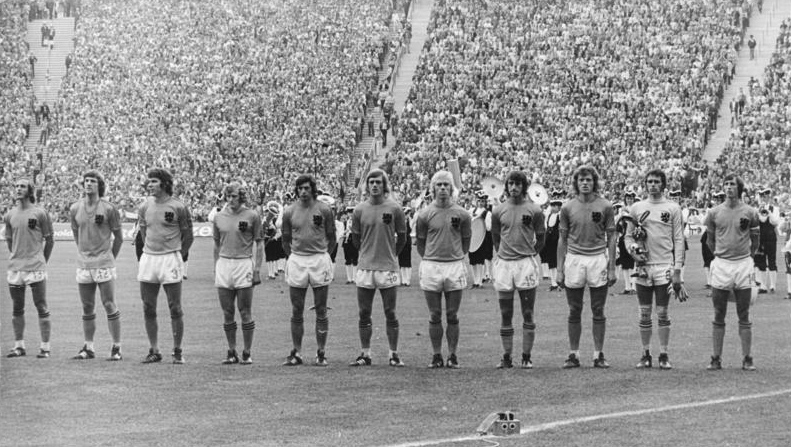
Reprezentacja Holandii przed finałowym meczem z RFN

Holendrzy rozpoczęli mistrzostwa świata 1974 od zwycięstwa 2:0 z Urugwajem, po dwóch golach Johnny’ego Repa. Później zanotowali bezbramkowy remis ze Szwecją, a po wysokiej wygranej – 4:1 – z Bułgarią mogli szykować się do gry w drugiej rundzie, gdzie trafili do grupy z Argentyną, NRD i Brazylią. 4:0 z Argentyńczykami, 2:0 z piłkarzami ze Wschodnich Niemiec i taki sam wynik z Brazylijczykami sprawiły, że przed finałem, w którym Holendrzy grać mieli z gospodarzami turnieju Niemcami, byli faworytami. Jednak 7 lipca w Monachium, mimo iż od '2 minuty meczu, po bramce Johana Neeskensa z rzutu karnego prowadzili 1:0, to jeszcze w pierwszej połowie dali sobie strzelić dwa gole. Wynik 1:2 utrzymał się do końca spotkania i Pomarańczowi musieli się zadowolić srebrnym medalem.
Absencja defensorów Ajaksu Barry’ego Hulshoffa oraz ADO Den Haag Aada Mansfelda (obu z udziału w mistrzostwach wyeliminowały kontuzje) oraz uraz, jakiego już w czasie trwania turnieju nabawił się Rinus Israël (31, Feyenoord), sprawiły, że na środku obrony występować musiał nominalny pomocnik Arie Haan (26, Ajax). Haan był stoperem, chociaż inaczej niż w systemie niemieckim (patrz np. tu) nie był najbardziej cofniętym pod bramkę graczem, ale odwrotnie – zawsze występował niewiele przed resztą obrońców (tzw. forstoper). Jego partnerami z linii defensywy byli wysoki, silny i dobrze zbudowany Wim Suurbier (29, Ajax), grający zazwyczaj na prawej stronie, oraz na lewej – Ruud Krol (25, Ajax), aktywny zwłaszcza w czasie akcji ofensywnych, zmieniający się często w klasycznego lewoskrzydłowego. Na środku obrony występował Wim Rijsbergen (22) z Feyenoordu, który przed mundialem rozegrał tylko jeden mecz w kadrze.
Haan mógł sobie pozwolić na grę daleko od bramki, bowiem funkcję ostatniego stopera pełnił bramkarz Jan Jongbloed. Mimo iż przed mistrzostwami o wiele wyżej stały akcje znacznie młodszych Jana van Beverena (26) z PSV Eindhoven i Pieta Schrijversa (28) z FC Twente, Michels zdecydował się postawić właśnie na 34-letniego zawodnika AFC DWS, głównie dlatego, iż lepiej od konkurentów opanował grę nogami. Jongbloed cztery lata później także występował w pierwszej jedenastce drużyny, która również doszła do finału mistrzostw świata. Miał wówczas 38 lat.
Środkowy pomocnik Johan Neeskens (23), w Ajaksie początkowo grający na prawej obronie, nazywany był „mistrzem pressingu”; miał zwyczaj biec za rywalem na jego połowę, aby próbować odebrać piłkę. Równie skuteczny był w zdobywaniu bramek – na mistrzostwach pięciokrotnie pokonywał bramkarzy rywali, więcej niż napastnicy Rep i Rensenbrink. Obok niego miał występować jego klubowy partner Gerrie Mühren, ale nie pojechał do Niemiec z powodu ciężkiej choroby syna. Ostatecznie na flankach Michels zaufał duetowi zawodników Feyenoordu – Wimowi Jansenowi (28) i Willemowi van Hanegemowi (30). Ich zmiennikiem był 27-letni Theo de Jong, piłkarz również grający na co dzień w klubie z Rotterdamu.
W ataku niepodważalną pozycję miał lider i kapitan drużyny Johan Cruijff (27, FC Barcelona), najbliższy i najbardziej zaufany współpracownik Michelsa. Wspólnie z selekcjonerem załagodził napiętą atmosferę w zespole, kiedy przed mistrzostwami zawodnicy zaczęli się kłócić o sposób podziału pieniędzy. Cruyff, cieszący się wśród kadrowiczów nie mniejszym autorytetem niż Michels, pod koniec roku otrzymał trzecią już Złotą Piłkę dla najlepszego piłkarza, grającego w klubach europejskich. Wydawało się, że linię napadu uzupełniać będzie napastnik Ajaksu Piet Keizer (31), ale ostatecznie był on tylko zmiennikiem gracza RSC Anderlecht Roba Rensenbrinka (27). Prawoskrzydłowy, najmłodszy w zespole 23-letni Johnny Rep (Ajax) strzelił w czasie turnieju cztery bramki.
W dwudziestodwuosobowej kadrze na mundial znalazło się siedmiu zawodników Feyenoordu Rotterdam, sześciu Ajaksu Amsterdam i trzech PSV Eindhoven. Wiele kontrowersji wywołał sposób przydzielania piłkarzom numerów. Michels zdecydował, że wszyscy oprócz Cruyffa, otrzymają koszulki według kolejności alfabetycznej. Zawodnik Barcelony, który dostałby „1”, jako jedyny z kadry mógł wybrać numer, ostatecznie zdecydował się na „14”. I tak zgodnie z decyzją selekcjonera bramkarz Jongbloed grał z „8”, a z „1” wystąpił rezerwowy napastnik Ruud Geels.

### 1976 rok – brązowy medal mistrzostw Europy
Po ostatnim meczu mundialu 1974 rezygnację złożył Rinus Michels, a jego następcą został były trener Ajaxu Amsterdam George Knobel. W eliminacjach do Euro 1976 Pomarańczowi trafili do grupy piątej, w której – oprócz nich – grali brązowi medaliści ostatnich mistrzostw świata Polacy oraz Włosi i Finowie. W pierwszych trzech spotkaniach podopieczni Knobla wywalczyli komplet punktów (3:1 i 4:1 z Finlandią oraz 3:0 z Włochami). Później wprawdzie ulegli wysoko (1:4) Polsce, ale w rewanżu odrobili straty (3:0) i mimo przegranej z Włochami na finiszu kwalifikacji, zajęli w grupie pierwsze miejsce.
Regulamin mistrzostw Europy przewidywał, że zwycięzcy grup mieli spotkać się ze sobą w ćwierćfinale. Rywalem Holendrów byli prowadzeni przez Raymonda Goethalsa Belgowie. Pomarańczowi grę w kolejnej rundzie zapewnili sobie już po pierwszym meczu, w którym, dzięki golom zdobytym przez Roba Rensenbrinka (hat-trick), Wima Rijsbergena i Johana Neeskensa, wygrali 5:0. Rewanż zakończył się skromniejszym 2:1.
W walce o wielki finał podopiecznym Knobla przyszło się zmierzyć z Czechosłowacją. Jej selekcjoner Václav Ježek przez trzy lata był szkoleniowcem holenderskiego klubu ADO Den Haag. Mimo iż drużyna czechosłowacka od ponad dwu lat nie przegrała meczu, a w grupie eliminacyjnej wyprzedziła m.in. Anglię i Portugalię, to faworytem spotkania byli Holendrzy. Po pierwszych dziewięćdziesięciu minutach utrzymywał się remis 1:1, a jedyny gol dla Pomarańczowych padł po samobójczym trafieniu Antona Ondruša. Obie ekipy w dodatkowych trzydziestu minutach musiały grać w dziesiątkę, po tym jak czerwone kartki obejrzeli Neeskens i Jaroslav Pollák. Podopieczni Ježka ostatecznie zwyciężyli 3:1, a gol dający im prowadzenie został strzelony sześć minut przed końcem dogrywki, kiedy większość piłkarzy holenderskich domagała się rzutu wolnego za faul na Cruyffie. W spotkaniu o brązowy medal Knobel dał szansę rezerwowym, którzy po dwu bramkach Geelsa i jednej Willy’ego van de Kerkhofa ograli 3:2 gospodarzy turnieju Jugosłowian.
Knobel był kontynuatorem myśli szkoleniowej wprowadzonej do reprezentacji przez Michelsa. Preferował podobne ustawienie taktyczne (1-4-1-2-2-1, czyli czterech obrońców, w tym forstoper, rozgrywający, dwu łączników, dwu skrzydłowych i napastnik). Nie dokonał również kadrowej rewolucji; z „22” powołanej na mundial 1974 na mistrzostwa Europy dwa lata później pojechało czternastu piłkarzy, z tym, że wśród ośmiu nowych zawodników jedynie obrońca Adrie van Kraay (23 lata, PSV Eindhoven) zdołał wywalczyć miejsce w podstawowej jedenastce. Zluzował na pozycji forstopera Arie Haana (28, RSC Anderlecht). Drugą zmianą, jakiej dokonał selekcjoner w składzie, było zastąpienie prawego pomocnika 32-letniego Wima van Hanegema (Feyenoord) młodszym o siedem lat Willym van der Kerkhofem (PSV Eindhoven).
Bardzo długo kwestią otwartą była obsada bramki. Początkowo Knobel ufał Janowi Jongloedowi (36), ale po dwu pierwszych spotkaniach eliminacyjnych postawił na Jana van Beverena (28). Jednak w meczu z Polską zawodnik PSV Eindhoven przepuścił cztery gole i wkrótce potem jego miejsce zajął Piet Schrijvers (30). Schrijvers grał do końca kwalifikacji, a także we wszystkich spotkaniach w samym turnieju.
Po mistrzostwach świata trzech zawodników z kadry Michelsa przeszło do najbardziej utytułowanego klubu w Holandii Ajaksu Amsterdam. Byli to bramkarz Schrijvers oraz napastnicy Johnny Rep (25) i Ruud Geels (28). I właśnie piłkarze Ajaksu stanowili na Euro 1976 najsilniejszą reprezentację (pięciu graczy). Po trzech zawodników przyjechało z Feyenoordu, PSV Eindhoven i RSC Anderlecht, natomiast nowe twarze w drużynie narodowej – młodzi Jan Peters (22), Peter Arntz (23), Kees Kist (24), Wim Meutstege (24), Henk van Rijnsoever (24) i Jan van Deinsen (23) – na co dzień nie występowali w zespołach z czołowki ligi (NEC Nijmegen, Go Ahead Eagles, AZ Alkmaar i Sparta Rotterdam).
Po spotkaniu półfinałowym z Czechosłowacją Cruyff opuścił zgrupowanie. Rezerwowy dotychczas Ruud Geels zagrał od pierwszej minuty z Jugosławią. Strzelił w tym meczu dwa gole.
Brązowy medal został przyjęty w Holandii bez entuzjazmu. Po mistrzostwach George Knobel został zmuszony do rezygnacji. Na jego następcę wybrano Jana Zwartkruisa.

### 1978 rok – wicemistrzostwo świata
Na Mistrzostwa Świata 1978 z drużyny, która cztery lata wcześniej dotarła do finału mundialu, nie pojechali Johan Cruijff i Willem van Hanegem. Zabrakło także rezerwowego z 1974 roku napastnika Feyenoordu Ruuda Geelsa, czterokrotnego króla strzelców Eredivisie oraz kontuzjowanego Jana van Beverena. Bramkarz PSV Eindhoven, mimo iż uznawany był za najlepszego na tej pozycji gracza holenderskiego w latach 70., nigdy nie znalazł się w kadrze na mistrzostwa świata. Po Euro 1976 trenerem kadry został Jan Zwartkruis, który przeprowadził zespół przez eliminacje do mundialu, ale na wniosek zawodników na osiem miesięcy przez turniejem został zmieniony przez Austriaka Ernsta Happela.
Happel był innym typem szkoleniowca niż Michels. Austriak większą wagę przywiązywał do skuteczności, niż widowiskowości gry. Występy Holendrów w 1978 roku, szczególnie w pierwszej fazie turnieju, nie zachwycały polotem i lekkością, pamiętanymi z poprzednich mistrzostw. Po inauguracyjnym zwycięstwie 3:0 nad Iranem, Pomarańczowi zanotowali bezbramkowy remis z Peru i porażkę 2:3 ze Szkocją. Zakończyli rozgrywki grupowe na drugim, premiowanym awansem miejscu, tylko dlatego, że trzeci Szkoci mieli gorszy bilans bramkowy. W drugiej rundzie w pierwszej jedenastce zaszło kilka zmian, spowodowanych głównie urazami. Zespół wzmocniony nowymi zawodnikami zaprezentował się, według obserwatorów, znacznie lepiej niż w pierwszej fazie. Najpierw wygrał 5:1 z Austrią, następnie zremisował 2:2 z obrońcami mistrzowskiego trofeum Niemcami i na koniec ograł 2:1 Włochów, dzięki czemu drugi raz z rzędu mógł szykować się do gry w finale turnieju, gdzie podobnie jak cztery lata wcześniej spotkał się z drużyną gospodarzy. Mecz z Argentyną miał być dla piłkarzy Césara Menottiego rewanżem za porażkę 0:4 z 1974 roku. Po 90 minutach utrzymywał się wprawdzie wynik 1:1, ale w dogrywce Mario Kempes dwukrotnie skierował piłkę do holenderskiej bramki i podopieczni Happela po raz drugi z kolei stracili szansę na zdobycie Pucharu Świata.
W czasie turnieju zespół prześladowany był przez kontuzje i konflikty wewnętrzne. Następowały częste zmiany składu. Happel nie wystawił go w drugim meczu z Peru napastnika Johnny’ego Repa. Przesunięty na pozycję środkowego atakującego Haan był nieskuteczny i selekcjoner w kolejnych spotkaniach zmuszony był ponownie zaufać Repowi. Po trzech meczach grupowych Happel odsunął od pierwszego zespołu bramkarza, najstarszego piłkarza mistrzostw Jana Jongbloeda (38, Roda Kerkrade). Jego następca – sześć lat młodszy Piet Schrijvers (AFC Ajax) – w ostatnim spotkaniu drugiej rundy z Włochami w '21 minucie doznał kontuzji kolana i musiał opuścić plac gry. Na jego miejsce wszedł Jongbloed. Golkiper Rody Kerkrade wystąpił również w finale turnieju. Oprócz Schrijversa urazów w czasie trwania mistrzostw doznali obrońcy Wim Rijsbergen (po trzecim meczu, już nie zagrał) i Wim Suurbier (po trzecim meczu, wszedł na boisko dopiero w końcowych minutach spotkania finałowego), pomocnik Johan Neeskens (także po trzecim meczu, w dwu kolejnych spotkaniach zastępował go Piet Wildschut) oraz napastnik René van de Kerkhof (zszedł z powodu kontuzji w 61. minucie meczu z Austrią, wyleczył się jeszcze przed kolejnym spotkaniem).
Happel, znacznie bardziej przywiązany do schematów taktycznych niż Michels, w drugim i trzecim spotkaniu stosował ustawienie z 1974 roku – 4-3-2-1, z czterema obrońcami (jednym w roli wysuniętego libero), trzema pomocnikami, dwoma skrzydłowymi i jednym środkowym napastnikiem. Jako że wyniki tych dwu meczów (0:0 i 2:3) nie były satysfakcjonujące w kolejnych powrócił do systemu, który zespół zaprezentował w pierwszym spotkaniu z Iranem – 3-4-2-1. Była to zmiana wymuszona także przez kontuzję środkowego obrońcy Rijsbergena. Austriak zdecydował się również przesunąć z linii defensywy Haana, który u niego grał w zasadzie tuż przed linią ataku albo, tak jak w spotkaniu z Peru, był napastnikiem.
Miejsce nieobecnego Cruyffa zajął na prawym skrzydle René van de Kerkhof (27, PSV), który wraz z bratem-bliźniakiem Willym znalazł się w kadrze na poprzednie mistrzostwa, ale wówczas obaj byli tylko rezerwowymi. Na nowego lidera drużyny w czasie turnieju wybił się lewoskrzydłowy Rob Rensenbrink (31, RSC Anderlecht), najbardziej utytułowany zawodnik w całej „22”. W czasie mistrzostw strzelił pięć goli (o jednego mniej niż zwycięzca klasyfikacji najlepszych strzelców Mario Kempes); do historii futbolu przeszedł jednak z powodu jednej niewykorzystanej sytuacji – w finałowej batalii z Argentyną w ostatniej minucie spotkania (przy stanie 1:1) trafił w słupek bramki strzeżonej przez Ubaldo Fillola. Jego partner z ataku Johnny Rep (27, SC Bastia) strzelił tylko dwa gole mniej. Holendrzy zdobyli łącznie piętnaście bramek, czyli tyle samo, ile przed czterema laty. Za to stracili aż dziesięć (w 1974 roku trzy).
Miejsce kontuzjowanego Suurbiera na prawej obronie zajął 22-letni Ernie Brandts z PSV, który przed mistrzostwami rozegrał tylko jeden mecz w kadrze. Brandts w spotkaniu z Włochami zdobył dwie bramki, w tym jedną samobójczą. Doświadczony kapitan drużyny Ruud Krol (29, AFC Ajax) został przesunięty na środek i na lewej stronie defensywy zrobiło się miejsce dla kolegi Brandtsa z Eindhoven, ledwie rok starszego Jana Poortvlieta. W dwu meczach pomocnika Johana Neeskensa (27, FC Barcelona) zastępował 21-letni Piet Wildschut z FC Twente, a kiedy w spotkaniu z Austrią niegroźnego urazu doznał René van Kerkhof na jego miejsce wszedł debiutujący w kadrze Dick Schoenaker (26, Ajax), dla którego jednak był to pierwszy i ostatni występ na mistrzostwach.
Po turnieju Happel podał się do dymisji, a jego następcą został ponownie Jan Zwartkruis. Mundial był także pożegnaniem z drużyną narodową dla Jongbloeda, Suurbiera i Rijsbergena.